# Andrés Napoleón Romero Cárdenas
Andrés Napoleón Romero Cárdenas (Ramonal Arriba, San Francisco de Macorís, provincia Duarte, 24 de julio de 1967) es un obispo dominicano. Actualmente es obispo de la Diócesis de Barahona.

## Biografía
Nació en Ramonal Arriba, paraje situado en el municipio de San Francisco de Macorís, provincia de Duarte, República Dominicana, pueblo perteneciente a la Diócesis de San Francisco de Macorís, el 24 de julio de 1967. 
Entró en el Seminario en 1983 donde realizó sus estudios filosóficos y teológicos, obteniendo la Licenciatura en Filosofía (1987-1991) por la Pontificia Universidad Católica Madre y Maestra, y luego la Licenciatura en Ciencias Religiosas (1991-1995) por el mismo Seminario Pontificio Santo Tomás de Aquino. 
En 2001 recibió el grado de Licenciado en Teología Bíblica en la Pontificia Universidad Gregoriana en Roma.
Fue ordenado presbítero el 8 de julio de 1995. 
Durante los años de su ministerio se ha desempeñado como:
- Rector del Seminario Menor San Francisco de Asís.
- Director de la Obra Diocesana de las Vocaciones Sacerdotales.
- Vicario parroquial de la Parroquia Sagrada Familia.
- Profesor de Sagrada Escritura.
- Decano de la Facultad de Filosofía del Seminario Pontificio Santo Tomás de Aquino.
- Decano de la Facultad de Teología del Seminario Pontificio Santo Tomás de Aquino.
- Formador en el Seminario Pontificio Santo Tomás de Aquino.
- Párroco de las parroquias de Espíritu Santo y de San Pedro Apóstol de San Francisco de Macorís.
- Director del Centro y de la Casa de Espiritualidad Getsemaní.
- Director de la Pastoral Universitaria en la Universidad Católica Nordestana (UCNE)
- Párroco de la Catedral de Santa Ana en San Francisco de Macorís.

Fue nombrado obispo por el Papa Francisco el 23 de febrero de 2015. Fue consagrado y tomó posesión canónica de su diócesis el 25 de abril de 2015 en el Polideportivo de la ciudad de Barahona.
| Predecesor: Rafael Leónidas Felipe y Núñez | Obispo de Barahona 2015 - | Sucesor: En el cargo |